# Figueroles
Este article és sobre el municipi de l'Alcalatén, per al dels Serrans vegeu Figueroles de Domenyo 
Figueroles és un municipi valencià de la comarca de l'Alcalatén, a la província de Castelló. Fita amb els municipis de Llucena, Les Useres, Costur i L'Alcora.
| Llucena | Llucena          | Les Useres      |
| Llucena |                  | Costur L'Alcora |
| Llucena | L'Alcora Llucena | L'Alcora        |

## Geografia
El terme municipal és travessat pel riu Llucena. El paisatge és muntanyós i típicament mediterrani, de bosc baix i camps d'oliveres i ametlers. Té una altitud mitjana és de 370 msnm i hi predomina el clima mediterrani.

## Història
Va pertànyer a la Tinença de l'Alcalatén. Després de la conquesta cristiana, Jaume I (1208-1276) concedí el domini jurisdiccional, cap al 1233, a Ximeno II d'Urrea, qui l'havia pres; continuà el senyoriu dins la família, que reuní posteriorment el títol de comtes d'Aranda, fins a l'extinció dels senyorius en 1818. En 1602 es constituí com a parròquia i l'any 1726 va segregar-se de Llucena i es convertí en un municipi independent.

## Economia
L'activitat principal del municipi és la indústria taulellera, i les activitats terciàries i agrícoles hi tenen menor entitat. S'hi cultiven ametles, olives i hortalisses.

## Política i Govern

### Composició de la Corporació Municipal
El Ple de l'Ajuntament està format per 7 regidors. En les eleccions municipals de 26 de maig de 2019 foren elegits 6 regidors del Partit Popular (PP) i 1 del Partit Socialista del País Valencià (PSPV-PSOE).
| Eleccions municipals de 26 de maig de 2019 - Figueroles                                                            |                                          |                                     |                                     |      |          |          |
| Candidatura | Candidatura                              | Candidatura                         | Cap de llista                       | Vots | Vots     | Regidors |
| | Partit Popular                           |                                     | Luis Gregori Herrando               | 314  | 79,70%   | 6 (-1)   |
| | Partit Socialista del País Valencià-PSOE |                                     | Adrián Conejos Aicart               | 77   | 19,54%   | 1 (+1)   |
| | Vots en blanc                            |                                     |                                     | 3    | 0,76%    |          |
| Total vots vàlids i regidors                                                                                       | Total vots vàlids i regidors             | Total vots vàlids i regidors        | Total vots vàlids i regidors        | 394  | 100 %    | 7        |
| | Vots nuls                                | Vots nuls                           | Vots nuls                           | 7    | 1,75%    |          |
| Participació (vots vàlids més nuls)                                                                                | Participació (vots vàlids més nuls)      | Participació (vots vàlids més nuls) | Participació (vots vàlids més nuls) | 401  | 92,40%** |          |
| Abstenció | Abstenció                                | Abstenció                           | Abstenció                           | 33*  | 7,60%**  |          |
| Total cens electoral                                                                                               | Total cens electoral                     | Total cens electoral                | Total cens electoral                | 434* | 100 %**  |          |
| Alcalde: Luis Gregori Herrando (PP) (15/06/2019) Per majoria absoluta dels vots dels regidors                      |                                          |                                     |                                     |      |          |          |
| Fonts: JEC, JEZ Castelló, Periòdic Ara. (* No són vots sinó electors. ** Percentatge respecte del cens electoral.) |                                          |                                     |                                     |      |          |          |

### Alcaldia
Des de 2003 l'alcalde de Figueroles és Luis Gregori Herrando, de Partit Popular (PP).
| Període                       | Alcalde o alcaldessa                             | Partit polític | Data de possessió     | Observacions |
| ----------------------------- | ------------------------------------------------ | -------------- | --------------------- | ------------ |
| 1979–1983                     | Joaquín Martínez Castillo Pedro Herrando Bartoll | UCD            | 19/04/1979 17/08/1979 | n/d --       |
| 1983–1987                     | Rafael Nebot Bernat                              | PSPV-PSOE      | 28/05/1983            | --           |
| 1987–1991                     | Rafael Nebot Bernat                              | PSPV-PSOE      | 30/06/1987            | --           |
| 1991–1995                     | Rafael Nebot Bernat                              | PSPV-PSOE      | 15/06/1991            | --           |
| 1995–1999                     | Rafael Nebot Bernat                              | PSPV-PSOE      | 17/06/1995            | --           |
| 1999–2003                     | Rafael Nebot Bernat                              | PSPV-PSOE      | 03/07/1999            | --           |
| 2003–2007                     | Luis Gregori Herrando                            | PP             | 14/06/2003            | --           |
| 2007–2011                     | Luis Gregori Herrando                            | PP             | 16/06/2007            | --           |
| 2011–2015                     | Luis Gregori Herrando                            | PP             | 11/06/2011            | --           |
| 2015–2019                     | Luis Gregori Herrando                            | PP             | 13/06/2015            | --           |
| 2019-2023                     | Luis Gregori Herrando                            | PP             | 15/06/2019            | --           |
| Des de 2023                   | Luis Gregori Herrando                            | PP             | 17/06/2023            | --           |
| Fonts: Generalitat Valenciana |                                                  |                |                       |              |

## Demografia
La població figuerolenca ha fluctuat durant el segle XX amb tendència a la baixa. La seua indústria ceràmica ha conegut un cert auge que, a partir de l'expansió de la de l'Alcora, no sols ha aconseguit aturar la pèrdua de població sinó que esta va augmentar moderadament en els anys del boom econòmic.
A data de 2022, Figueroles tenia 518 habitants (INE).
| any  | habitants |
| ---- | --------- |
| 1857 | 664       |
| 1860 | 682       |
| 1877 | 778       |
| 1887 | 810       |
| 1897 | 739       |
| 1900 | 749       |
| 1910 | 737       |
| 1920 | 649       |
| 1930 | 634       |
| 1940 | 628       |
| 1950 | 552       |
| 1960 | 514       |
| 1970 | 554       |
| 1981 | 604       |
| 1991 | 586       |
| 2000 | 581       |
| 2010 | 590       |
| 2020 | 523       |

## Monuments

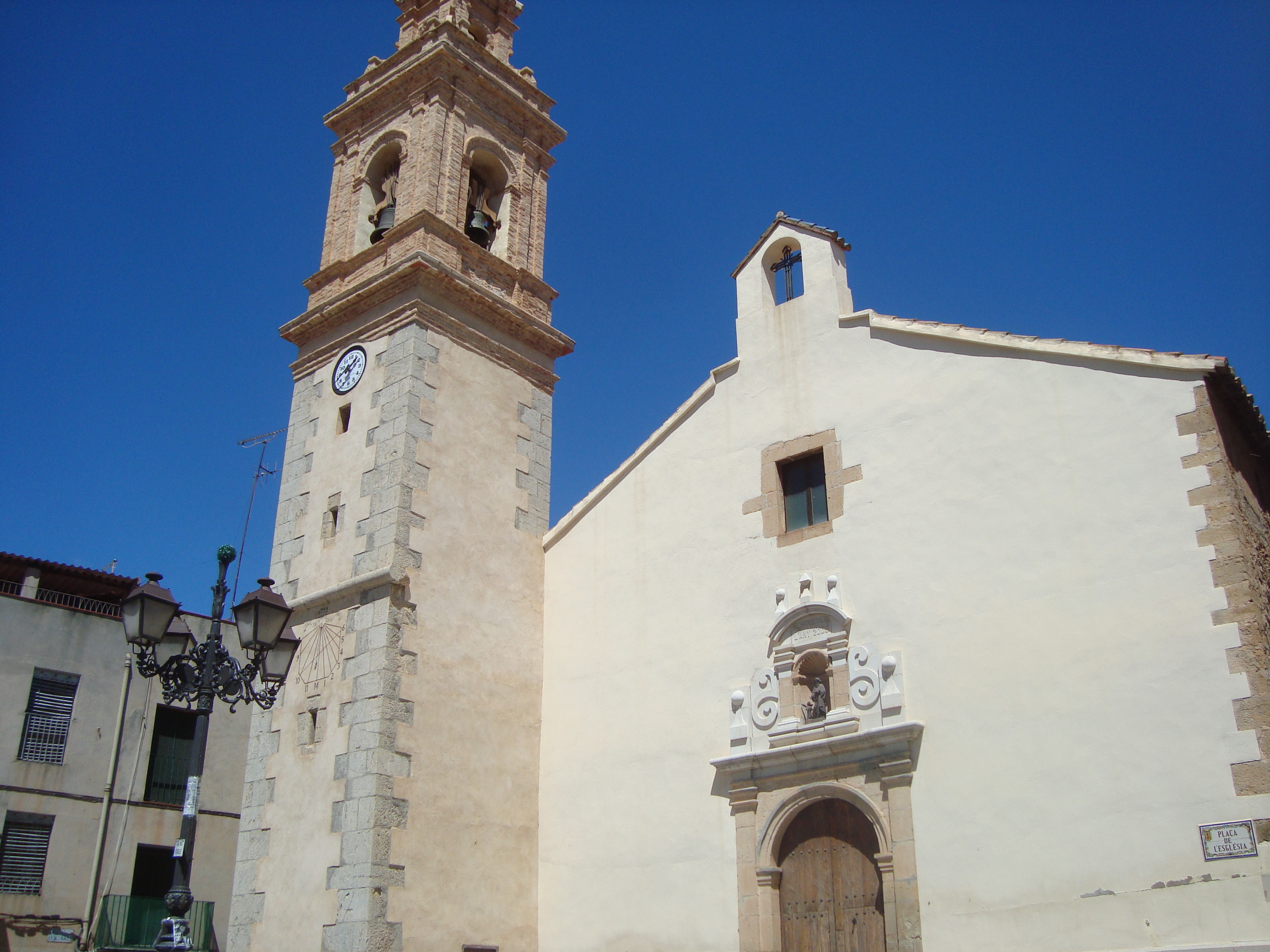
Església de Sant Mateu

- Casa dels col·legials. Del segle xvii, és la casa dels senyors del poble.
- Ermita i calvari.
- Església de Sant Mateu. Del segle xvii, construïda sobre altra anterior, d'un barroc rural i d'una sola nau amb capelles laterals. S'hi conserva una bona col·lecció de retaules en fusta del segle xvii, originals, així com llenços interessants: d'Ànimes (mal conservat, d'escola valenciana del segle xvii), Crucifix amb la Verge, Sant Joan i la Magdalena als costats (també del segle xvii), i Sant Bernat (de 1667, possiblement de Jeroni Jacint Espinosa).

## Festes i celebracions
- Dia del Crist. El primer dilluns als cinquanta dies de Pasqua.
- Sant Antoni. El 17 de gener.
- Sant Mateu. El 21 de setembre.